# 十七人公开信
《十七人公开信》是1968年3月由17名克里米亞韃靼人知识分子联署提交至苏联官方媒体《列宁旗帜报》（现新世界报）提交的争议性信件。

## 内容概述
信件明确反对了遭强制流配的克里米亚鞑靼人重返故土。信中指出，尽管克里米亚鞑靼人在1944年被迁至乌兹别克，但他们的生活条件得以维持，当地居民亦对他们持接纳态度。
同时信中援引苏联部长会议第493号《关于原居克里米亚的鞑靼族公民》法令，声称该法令已彻底解决克里米亚鞑靼人的民族问题。事实上，该法令不仅拒绝赋予他们返乡的合法权利，更刻意将"克里米亚鞑靼人"改称为"鞑靼族公民"，企图淡化其民族身份，遭到克里米亚鞑靼民众的普遍抵制。然而信件尾段仍断言返乡诉求不切实际，甚至以“民族整体利益”为名呼吁族人放弃抗争。

## 争议与批评

### 真实性争议
克里米亚鞑靼人社群最初普遍质疑信件的真实性，认为本民族知识分子绝无可能有如此立场。但随着时间推移，信件及其签名的真实性逐渐得到确认。

俄罗斯民族学家米哈伊尔·古博格罗亦曾指出：
1991年《觉醒报》重新刊登这封1968年的争议信件时，信件内容及17个签名的真实性已无人质疑。信中那些主张将返乡者称为“叛徒”和“冒险家”的激烈言辞，反映了当时克里米亚鞑靼民族运动不仅面临外部压力，还要应对来自本民族内部的阻力。
不过，尽管签名者的身份属实，但其是否出于自愿签署，至今仍存疑。。

### 民族内部反对
该信在克里米亚鞑靼社群引发轩然大波。克里米亚鞑靼族著名活动家尤里·奥斯马诺夫曾公开谴责信件作者们“出卖民族根本利益”。1991年3月15日，借苏联媒体环境松动之机，奥斯马诺夫通过《觉醒报》重刊此信，以此警示族人警惕“民族危难时刻出现的背叛行径”。